# IND Crosstown Line

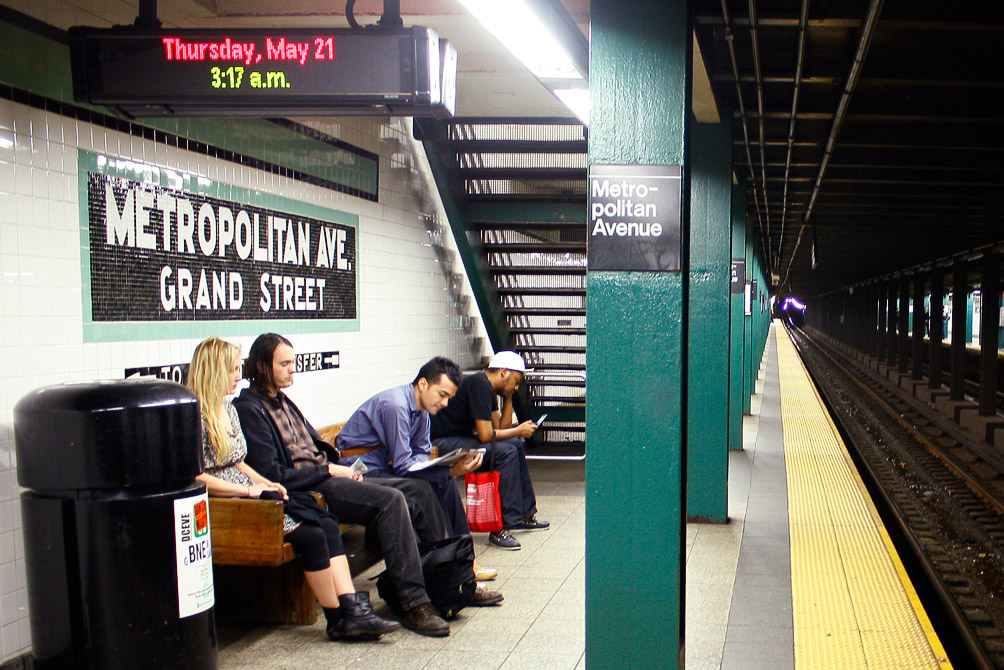
IND Crosstown Line

A Linha Crosstown (IND), em inglês:  IND Crosstown Line é uma das linhas de trânsito rápido do metrô de Nova Iorque.  Foi inaugurada em 19 de agosto de 1933 (91 anos). Esta linha é uma secção da rede ferroviária que é operada pelo IND (em inglês:  Independent Subway System), que é uma subdivisão da Divisão B do Metrô de Nova Iorque.